# Moira Orfei
Moira Orfei, (21 de desembre de 1931 ― 15 de novembre de 2015), nom de naixement Miranda Orfei, va ser una artista de circ i actriu de cinema i televisió italiana.
Filla de Violetta Arata i Riccardo Orfei. Va contreure matrimoni amb Walter Nones des de 1961, va ser mare de Stefano Nones, Lara Nones i Zoia Orfei.

## Filmografia
- 1960, Gli Amori Di Ercole
- 1961, Ursus
- 1961, Maciste, l'uomo più forte del mondo
- 1963, Zorro contro Maciste
- 1974, Perfum de dona
- 1975, Il cav. Costante Nicosia demoniaco